# 中野雄
中野 雄（なかの たけし、1931年5月14日 - 2024年9月26日）は、音楽プロデューサー。

## 人物・来歴
長野県松本市生まれ。東京大学法学部卒業。日本開発銀行（現・日本政策投資銀行）勤務ののち、オーディオ・メーカーのトリオ（現・ケンウッド）役員に就任、代表取締役、ケンウッドU・S・A会長。昭和音楽大学・津田塾大学講師。映像企業アマナ等の役員を務め、音楽プロデューサーとして活躍。LP、CDの制作でウィーン・モーツァルト協会賞、芸術祭優秀賞、文化庁芸術作品賞など受賞。

## 特記事項
- 中野はヴァイオリンのストラディバリウスについて、一つの楽器を自分の音楽的意思と一体化させるのには膨大な努力と時間が必要なので、ヴァイオリンをブラインドで弾き比べし優劣を判定する行為自体が無意味であると論じている。古楽器には以前の奏者の癖が残っていたり、長く演奏されていなかった場合には音色が悪くなるため、奏者が楽器のポテンシャルを引き出すには多大な時間と労力を要するが、弾き込みによる将来の可能性を考えると現代の楽器をはるかに上回る素質を持っており、それがプロのヴァイオリニストがストラディバリウスなどの古楽器の名器を選ぶ理由だと中野は述べている[1]。

## 著書
- 『丸山眞男 音楽の対話』文春新書 1999
- 『ウィーン・フィル　音と響きの秘密』文春新書 2002
- 『音楽家になるには』ぺりかん社 2002
- 『モーツァルト　天才の秘密』文春新書 2006
- 『丸山眞男 人生の対話』文春新書 2010
- 『指揮者の役割 ヨーロッパ三大オーケストラ物語』新潮選書 2011
- 『小澤征爾 覇者の法則』文春新書 2014
- 『ストラディヴァリとグァルネリ　ヴァイオリン千年の夢』文春新書 2017
- 『ベートーヴェン　音楽の革命はいかに成し遂げられたか』文春新書 2020

### 共編著
- 『クラシックCDの名盤』宇野功芳・福島章恭共著 文春新書 1999
- 『クラシックCDの名盤 演奏家篇』宇野功芳・福島章恭共著 文春新書 2000
- 『スジガネ入りのリスナーが選ぶクラシック名盤この1枚ー秘蔵のバッハから究極のシェーンベルクまで』共著、光文社(2000年　「クラシック名盤この1枚 スジガネ入りのリスナーが選ぶ』光文社 (知恵の森文庫) 2003.6
- 『音楽に生きる』編著 求龍堂 サクセスフルエイジング読本 2006
- 『クラシックCDの名盤 大作曲家篇』宇野功芳・福島章恭共著 文春新書 2014

## 参考
- http://bookweb.kinokuniya.co.jp/htm/4166607634.html